# Villa Eduard-Bilz-Straße 20/20a (Radebeul)
Die Villa Eduard-Bilz-Straße 20/20a steht im Ursprungsstadtteil Alt-Radebeul der sächsischen Stadt Radebeul, direkt nördlich der Meißner Straße auf einem spitzwinklig zulaufenden Eckgrundstück. Sie wurde 1873 von den Gebrüdern Ziller errichtet.

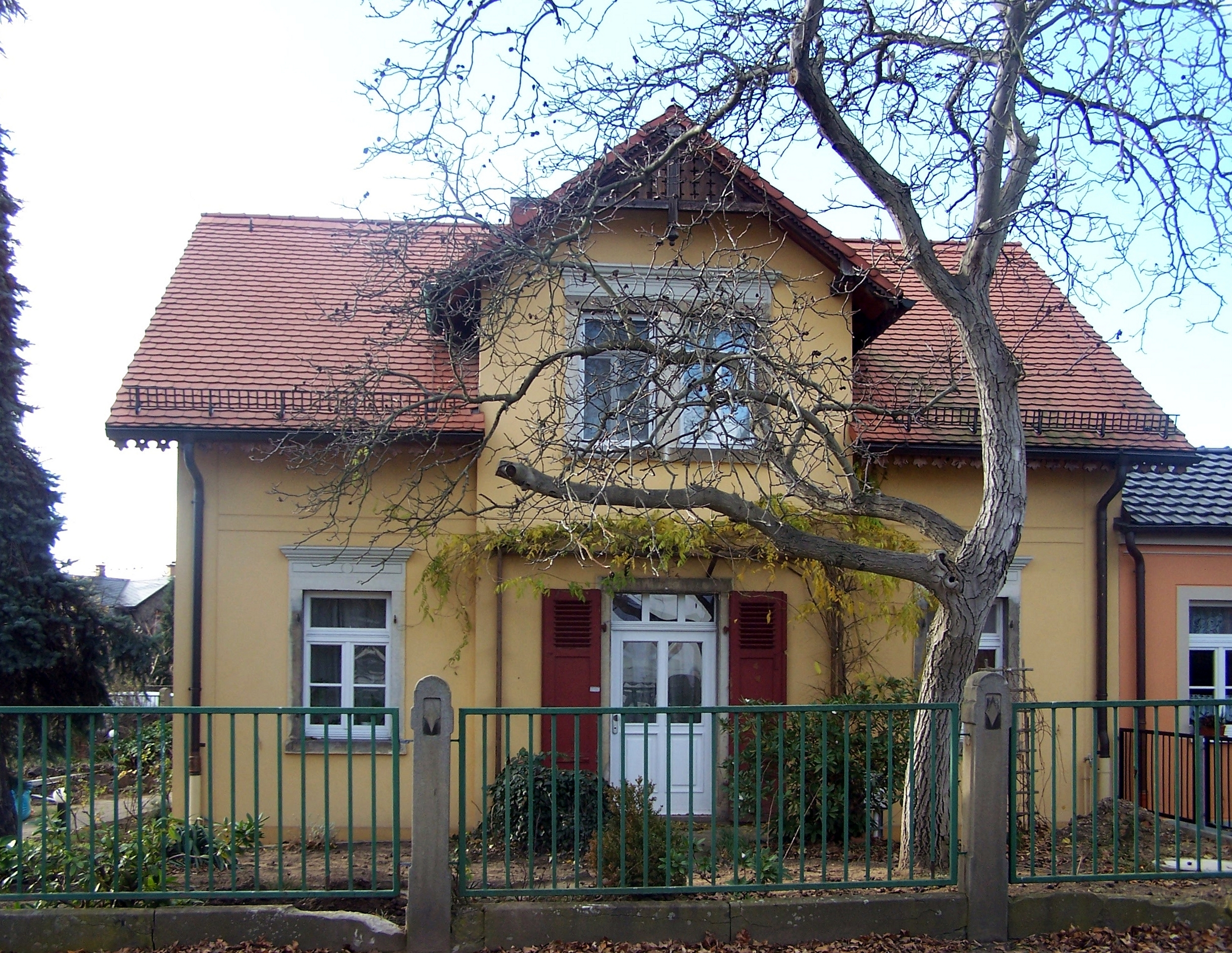
Villa Eduard-Bilz-Straße 20/20a

## Beschreibung
Die mit den Anbauten unter Denkmalschutz stehende, landhausartige Villa ist von einem ähnlichen Haustyp wie die etwa fünf Jahre später gebauten Villen Eduard-Bilz-Straße 31/33/35, jedoch mit einem steileren Dach, was dort einen größeren Wohnraum ergibt.
Das traufständig zur Straße ausgerichtete, eineinhalbgeschossige Gebäude hat oberhalb seines Erdgeschosses einen hohen Kniestock. Das ausgebaute Dachgeschoss hat ein weit überstehendes Satteldach mit Verzierungen im Schweizerstil. In der Straßenansicht steht mittig ein zweigeschossiger Risalit mit einem Koppelfenster im Sparrengiebel (Brettschnitzerei). Im Risalit befindet sich ein Ausgang zum Vorgarten. Vermutlich befand sich dort ehemals eine Veranda. Rückseitig zeigt das Dach eine Dachgaube.
Die südliche Giebelseite des Gebäudes zeigt in der Giebelspitze ein kleines Rundfenster, darunter ein Zwillings-Koppelfenster sowie zwei flankierende Schmalfenster. Im Erdgeschoss befindet sich mittig eine Nische mit einem Putto mit Füllhorn, als Betonplastik hergestellt. Seitlich befinden sich wiederum Fenster.
Die Verputzung wird durch feine Putznutungen gegliedert. Die Fenster des Putzbaus mit Putzsockel werden durch Gewände aus Sandstein eingefasst, die teilweise horizontale Verdachungen tragen.
Auf der Rückseite des Gebäudes steht ein Anbau. Auch auf der rechten Gebäudeseite schließt sich ein eingeschossiger, fünfachsiger Anbau mit Dreiecksgiebeln an. Mittig stehen drei der Fenster in einem Risalit, dessen Giebel durch ein Gesims umrandet ist. Dieser Anbau wurde 1924 für eine Kartonagenfabrik durch den Architekten und Baumeister Josef Karl Rösler errichtet, wobei ein Entwurf des Landesvereins Sächsischer Heimatschutz berücksichtigt werden musste.
Die Einfriedung besteht aus Eisenzaunfeldern zwischen Betonpfeilern.

## Ähnliche Gebäude
- Villa Eduard-Bilz-Straße 31
- Villa Claudia, Eduard-Bilz-Straße 33
- Villa Eduard-Bilz-Straße 35
- Villa Zillerstraße 6